# Dlamini II de Suazilandia
Dlamini II fue un rey de Suazilandia. Nacido en 1535 y fallecido en 1600.
Los ngwane se dividieron durante su reinado en los ngwaneni de Mtiwane y los Hlubbi.
| Predecesor: Ngwane I | Rey de Suazilandia 1555-1600 | Sucesor: Nkosi II |

- Datos: Q5812041